# Jeanne d’Arc (Schiff, 1902)
Die Jeanne d’Arc war ein Panzerkreuzer der französischen Marine.

## Bau und technische Daten
Das Schiff wurde nach Plänen von Louis-Émile Bertin, dem Chefkonstrukteur (Directeur des Construction Navales) der französischen Marine, am 24. Oktober 1896 auf der Werft des Marinearsenals Toulon im Stadtteil Mourillon auf Kiel gelegt und lief dort am 8. Juni 1899 vom Stapel. Das Schiff wurde im Februar 1901 fertiggestellt und die Indienststellung erfolgte am 10. Dezember 1902.

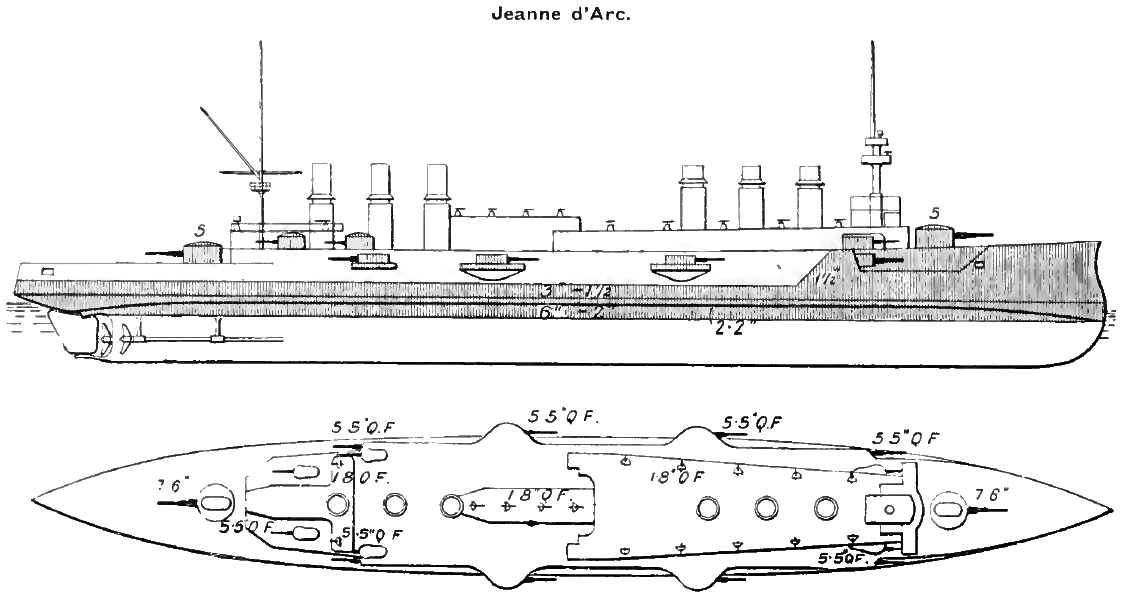
Seitenriss und Aufriss der Jeanne d’Arc

Das Schiff war 145,4 m lang und 19,4 m breit, hatte 8,1 m Tiefgang und verdrängte 11.270 t. Die Maschinenanlage bestand aus 36 Du-Temple-Wasserrohrkesseln, die den Dampf für drei 3-Zylinder-Dreifachexpansions-Dampfmaschinen lieferten. Seine in zwei Dreiergruppen aufgestellten sechs Schornsteine – ein kleinerer siebenter befand sich mittschiffs zwischen diesen – brachten dem Schiff die spöttische Bezeichnung „Zigarettenschachtel“ ein. Die Maschinenleistung von insgesamt 28.500 PS erlaubte über drei Schrauben eine Höchstgeschwindigkeit von 21,8 kn. Die Reichweite betrug 13.500 sm bei 10 kn Marschgeschwindigkeit.
Die Hauptbewaffnung des Kreuzers bestand aus zwei 19,4-cm-L/40-Kanonen des Modells 1893 in Einzeltürmen vorn und achtern, die mittlere Artillerie aus insgesamt 14 13,8-cm-L/45-Schnellfeuergeschützen des Modells 1893 (acht in Kasematten, sechs in Einzelbarbetten auf dem Oberdeck). Hinzu kamen zur Abwehr von Torpedobooten 16 auf den Decksaufbauten in Einzellafetten aufgestellte 4,7-cm-Hotchkiss-Geschützen sowie sechs 3,7-cm-Hotchkiss-Revolverkanonen. Zwei 45-cm-Torpedorohre vervollständigten die Bewaffnung. Die Panzerung war im Gürtel und am Kommandostand bis zu 150 mm stark, an den beiden Geschütztürmen 120–160 mm, und an den Barbetten 50–140 mm. Die Deckpanzerung betrug zwischen 18 und 65 mm.

## Schicksal

### Vorkriegsjahre
Der Kreuzer diente zumeist im Mittelmeer. Herausragendes Ereignis in seinen ersten zehn Dienstjahren war, dass er am 14. April 1903 den französischen Präsidenten Émile Loubet von Marseille nach Algier brachte und ihn am 29./30. Mai von Biserta wieder zurück nach Marseilles holte.
Im Jahre 1912 wurde die Jeanne d’Arc – als Nachfolger der alten, vom Hospitalschiff Tonkin 1900/01 zum Schulkreuzer umgebauten Duguay-Trouin — als Kadettenschulschiff der École navale in Lanvéoc bei Brest zugeteilt. In dieser Funktion führte sie zwei lange Ausbildungsreisen nach Übersee durch, jeweils eine pro Schuljahr.

### Erster Weltkrieg
Beim Ausbruch des Ersten Weltkriegs wurde sie dem 2. Leichten Geschwader im Ärmelkanal zugewiesen. Im April 1915 wechselte sie zum 3. Kreuzergeschwader in Port Said, das im Seegebiet vom Sueskanal bis zu den Dardanellen patrouillierte. Sie war dort ab 22. April unter dem späteren Vizeadmiral und Admiralstabschef Albert Grasset als Flaggschiff von Konteradmiral Émile Guépratte bei den Vorbereitungen zur Invasion von Gallipoli und am 25. April bei der Beschießung osmanischer Stellungen in der Beşik-Bucht (Beşiktepe) und bei Kumkale am Eingang zu den Dardanellen beteiligt, wo dann 16.000 französische Soldaten eine Scheinlandung zur Ablenkung der Verteidiger durchführten. In der letzten Maiwoche 1915 nahm sie an der Beschießung von Installationen an der syrischen Küste und der Zerstörung des deutschen Konsulats in Haifa teil. Am 5. Juni 1915 brachte sie vor Mersin die beiden Schlepper Seyhoun und Cydnus als Prisen auf; beide gehörten der Eisenbahn-Gesellschaft Mersina-Tarsus-Adana (Compagnie du chemin de fer Mersina-Tarsus-Adana), einer seit 1906 100-prozentigen Tochter der Deutschen Bank. Die bei Kriegsbeginn von Großbritannien in Port Said beschlagnahmte und zum behelfsmäßigen Seeflugzeugtransporter umfunktionierte Rabenfels (ab 12. Juni 1915 HMS Raven II) war dabei mit ihren Aufklärungsflugzeugen beteiligt. Am 1. September 1915 besetzten von der Jeanne d’Arc und dem alten Linienschiff Jauréguiberry angelandete französische Truppen die syrische Insel Aruad. An der Rettung der insgesamt 4092 überlebenden Armenier vom Musa Dağı (südwestlich von İskenderun), die am 12./13. September 1915 nach Port Said evakuiert wurden, war sie als Flaggschiff des Geschwaderchefs, Vizeadmiral Louis Dartige du Fournet, nur indirekt beteiligt. Am 28. Dezember 1915 besetzten von der Jeanne d’Arc und der Amiral Charner angelandete Truppen die Insel Kastelorizo vor der türkischen Küste bei Kaş, die dann bis Kriegsende ein wichtiger Stützpunkt der Entente wurde. Im letzten Kriegsjahr fuhr die Jeanne d’Arc dann noch Geleitschutz für die Transporte US-amerikanischer Truppen über den Atlantik nach Frankreich.

### Nachkriegsjahre
Nach dem Ende des Kriegs wurde das Schiff im April 1919 zunächst in Brest in die Reserve überführt und dann wieder als Kadettenschulschiff für die École Navale aktiviert. Nach weiteren insgesamt neun ausgedehnten Ausbildungsfahrten wurde das Schiff gegen Ende 1928 entwaffnet und in Jeanne d’Arc II umbenannt, denn ein im Oktober 1928 in Saint-Nazaire auf Kiel gelegter neuer Leichter Kreuzer übernahm den Traditionsnamen und sollte auch das neue Kadettenschulschiff werden. Bis der neue Kreuzer in Dienst gestellt werden konnte, sollte der Panzerkreuzer Edgar Quinet der École Navale als Schulschiff dienen. Nachdem dieser im Januar 1930 bei Oran auf Grund gelaufen und gesunken war, wurden die Seekadetten auf verschiedene Schlachtschiffe verteilt. Die des folgende Jahrgangs 1930/31 wurden auf den drei Schweren Kreuzern der „1re Division Léger“, Duquesne, Tourville (beide Duquesne-Klasse) und Suffren ausgebildet, und im Herbst 1931 trat schließlich die neue Jeanne d’Arc an ihre Stelle.

### Ende
Die alte Jeanne d’Arc wurde am 15. Februar 1933 ausgemustert und am 7. Juli 1934 an die Abbruchwerft Chantiers de démolition de bâteaux au Bois Sacré in La Seyne-sur-Mer bei Toulon verkauft. Am 11. August 1934 wurde sie von dem Schlepper Abeille XXII von Brest in die Bucht von Toulon geschleppt und dort abgewrackt.

## Kommandanten (Auswahl)
- Capitaine de vaisseau Émile Boisse (1848–1926),[9] ab 1. März 1901, bereits während der Erprobung, bis August 1904 (zuletzt Konteradmiral)
- Capitaine de vaisseau Émile Guépratte (1856–1939), 1905, und Ende 1906–1908 (zuletzt Vizeadmiral)
- Capitaine de vaisseau Paul Philippe Marc Thibault (1853–1926),[10] 10. Oktober 1910 bis Januar 1913
- Capitaine de vaisseau Albert Grasset (1863–1932),[11] April 1912 bis August 1915 (zuletzt Vizeadmiral und Admiralstabschef)
- Capitaine de vaisseau René Camille Voisin (1867–1932),[12] 15. August bis Dezember 1915.
- Capitaine de vaisseau Pierre Yves Marie Méléart (1865–1920),[13] Juli bis Dezember 1916.
- Capitaine de frigate/Capitaine de vaisseau Louis Juin (1869–1931),[14] Dezember 1916 bis August 1917
- Capitaine de vaisseau Eugène Marie Perdriel (1864–1932),[15] August 1917 bis Mai 1920
- Capitaine de vaisseau Henry Marie Octave Joseph de Bourdoncle de Saint-Salvy (1872–1960),[16] 1924 bis 1926